# Oberes Neckartal
Das Obere Neckartal ist ein vom Landratsamt Freudenstadt am 25. Oktober 2001 durch Verordnung ausgewiesenes Landschaftsschutzgebiet auf dem Gebiet der Stadt Horb am Neckar im Landkreis Freudenstadt.

## Lage
Das Landschaftsschutzgebiet umfasst das Neckartal oberhalb von Horb bis Neckarhausen sowie die das Hängetal und das Langental. Es gehört zum Naturraum Obere Gäue.

## Landschaftscharakter

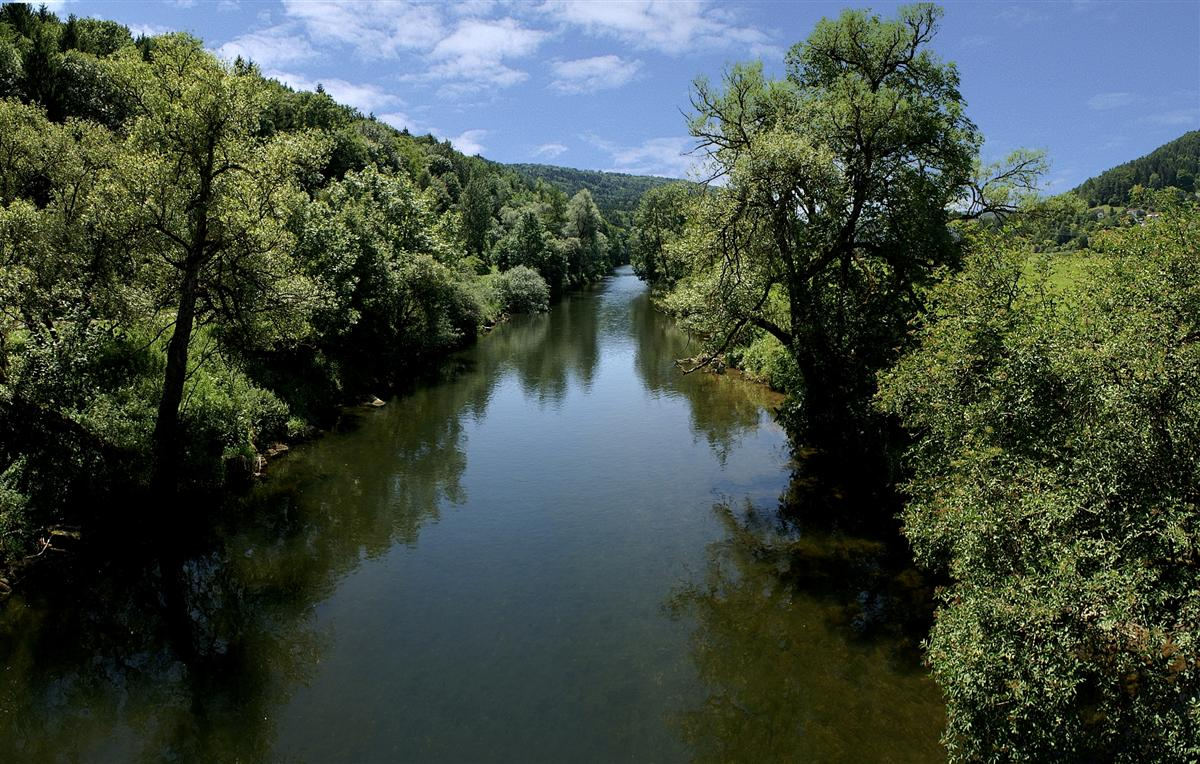
Der Neckar bei Ihlingen

Die Talsohle wird landwirtschaftlich als Grünland genutzt, die steilen Talhänge sind überwiegend bewaldet. Durch das Tal verläuft auch die Bahnstrecke Plochingen–Immendingen und die Landesstraße 410.

## Geschichte
Teile des Landschaftsschutzgebiets standen bereits seit 1938 unter Landschaftsschutz und waren Bestandteil des vom Landkreis Hechingen verordneten und im heutigen Landkreis Rottweil noch bestehenden Landschaftsschutzgebiets Dießental und Teile des Neckar- und Glatt-Tales.

## Zusammenhängende Schutzgebiete
Das Landschaftsschutzgebiet grenzt unmittelbar an das Landschaftsschutzgebiet Diessental und Teile des Neckar- und Glatt-Tales und das Landschaftsschutzgebiet Isenburger Tal. Das Landschaftsschutzgebiet Ihlinger Berg und Osterhalde, das Naturschutzgebiet Osterhalde und das Natur- und Landschaftsschutzgebiet Dießener Tal und Seitentäler setzen den Schutzgebietskomplex jenseits der Landesstraße fort. 
Teilweise überschneidet sich das Landschaftsschutzgebiet mit dem FFH-Gebiet Horber Neckarhänge. Es liegt vollständig im Naturpark Schwarzwald Mitte/Nord.